# Muchrowani
Muchrowani – wieś w Gruzji, w regionie Kachetia, w gminie Sagaredżo. W 2014 roku liczyła 16 mieszkańców. W mieście tym odbywają się ćwiczenia wojskowe USA i Gruzji